# Población colombiana
La población de Colombia se compone etnográficamente por un 87.58% de blancos y mestizos, un 9.34% de afrocolombianos (negros, mulatos, palenqueros y raizales), un 4.4% de indígenas y un 0.006% de Rom (Gitanos). A continuación se dará a conocer cómo llega cada una de estas categorías a ser parte de lo que hoy se llama Colombia.

## Indígenas
Cuando llegó Cristóbal Colón a este país, se dice que habitaban aproximadamente 850 000 Indígenas, quienes se encontraban en los valles andinos o interandinos, en donde se veían favorecidos en la agricultura por el tipo de suelo y el clima que hacía en esos lugares. Ellos intercambiaban sus productos, por lo general por sal y pescado con los grupos costeros, que obtenían estos productos con facilidad.
Cuando empezó la conquista, los españoles se encontraron con estas tribus que practicaban no solo una cultura y costumbres sino también un idioma diferente al que ellos conocían. Debido a su raíz idiomática, se pueden dividir estas tribus en tres grupos generales: arawak, Caribe y chibcha (la más representativa de Colombia). El grupo tairona, que habitaba en la Sierra Nevada de Santa Marta, había llegado a crear un sistema agrícola enriquecido por el riego artificial, pero ante la llegada del pueblo invasor decidieron huir de este lugar.

## Blancos
Los hombres que llegaron a ocupar y conquistar las tierras colombianas, pertenecían a la raza blanca europea, principalmente de origen español, que ya se habían fusionado con grupos étnicos: grecorromanos, celtíberos, germánicos, por aparte los vascos uno de los pueblos más antiguos de Europa, los semitas o gitanos mezclados con hispanos fueron segregados en la reconquista y tiempos imperiales de la monarquía. Este crisol de etnias y culturas que existían en los reinos, señoría y condados de España facilitó el mestizaje con los pueblos nativos a diferencia de los conquistadores anglosajones que los consideraban de raza inferior.[cita requerida]
Aunque el grupo español fue el principal y primero en llegar a Colombia, también llegaron los alemanes quienes, en nombre de la Monarquía Hispánica, recorrieron los Llanos Orientales durante la época de conquista, como Nicolás Federmann o Ambrosio Alfinger. Luego de un tiempo, otro grupo de individuos alemanes se asentaron en Santander donde se impulsó el comercio y el desarrollo de la industria agrícola.[cita requerida]
Por su parte y en menor medida, los británicos colonizaron gran parte de las islas del Caribe colombiano, ejerciendo actividad de piratería en la zona como Henry Morgan (pirata Morgan). Posteriormente llegaron militares británicos en apoyo de la independencia de Colombia.[cita requerida]

## Afroamericano
Este grupo hace referencia a los esclavos negros que fueron introducidos en América para reemplazar al trabajador indígena, según algunas investigaciones realizadas se dice que estas personas fueron traídas desde África, de Congo, Angola y Arará. Ellos habían desarrollados las artesanías y algunos contribuían con la fabricación de pólvora. Ellos por ser de otro lugar llegaron con otras costumbres, cultura, mitos esto les trajo algunas dificultades puesto que su música era considerada obra del diablo, por esta razón sus artesanías tuvieron que acomodarse a nuevos patrones haciendo que poco a poco cambiara su concepción del mundo, sus mitos y sus creencias. 
Fray Bartolomé de las Casas fue quien convenció a los españoles de la necesidad de importar mano de obra esclava para evitar la desaparición de los indígenas. Esta población se estableció en la Costa Atlántica, y eran quienes trabajaban para la ganadería, el cultivo, la minería y la explotación aurífera.

## Mestizaje
Los tres grupos anteriores, al vivir un tiempo en estas tierras no vivieron aislados, sino que se mezclaron entre sí y es cuando se crea esta población de mestizaje que generó otros subgrupos como los mestizos, mulatos y zambos.
- Mestizos: Este grupo se crea del cruce de los blancos con los indios y se da al inicio de la conquista española, conformándose el mayor porcentaje de la población.
- Mulatos: El cruce entre negros y blancos crea este subgrupo que habitaba especialmente en las costas del Pacífico.
- Zambos: El cruce de los negros con los indios conformó este subgrupo.

## Ingleses
Este grupo lo conformaron todos los extranjeros que llegaron a Colombia durante la guerra de la independencia en el siglo XIX, este grupo se alojó principalmente en Bogotá y Popayán. Actualmente hay más de 900 mil colombianos con algún antepasado Británico (ingleses, galeses, irlandeses, escoceses).[cita requerida]

## Germanos
Este grupo lo conforman los descendientes de países germanos que emigraron a Colombia (Alemania, Austria, Países Bajos O Países Nórdicos) no se calcula los antiguos colonos actualmente, solo las inmigraciones recientes, se calcula entre 140.000 aproximando a los descendientes ingleses,  los colombianos parcial o completa con antepasado germano, la mayor prominencia de la etnia alemana se encuentra en el departamento Santander siendo uno de los departamentos con más población blanca en Colombia. Una de las grandes herencias del pasado alemán en esta región del país es el acento marcado cuyas influencias vienen del país Bávaro.